# انتخابات مجلس الأمن التابع للأمم المتحدة 1993
أُجريت انتخابات مجلس الأمن التابع للأمم المتحدة لعام 1993 في 29 أكتوبر 1993 خلال الدورة الثامنة والأربعين للجمعية العامة للأمم المتحدة، التي عقدت في مقر الأمم المتحدة في مدينة نيويورك. انتخبت الجمعية العامة الأرجنتين وجمهورية التشيك ونيجيريا وعمان ورواندا، أعضاءً غير دائمين في مجلس الأمن التابع للأمم المتحدة لمدة عامين تبدأ في 1 يناير 1994. انتخبت عمان ورواندا للمرة الأولى، في حين تم انتخاب جمهورية التشيك لأول مرة كدولة منفصلة بعد تفكك تشيكوسلوفاكيا.

## القواعد
يتألف مجلس الأمن من 15 مقعدًا، يشغلها خمسة أعضاء دائمين وعشرة أعضاء غير دائمين. وفي كل عام، يتم انتخاب نصف الأعضاء غير الدائمين لمدة عامين. ولا يجوز للعضو الحالي أن يترشح على الفور لإعادة انتخابه.
وفقًا للقواعد التي يتم بموجبها تناوب المقاعد العشرة غير الدائمة في مجلس الأمن بين الكتل الإقليمية المختلفة التي تقسم إليها الدول الأعضاء في الأمم المتحدة تقليديًا لأغراض التصويت والتمثيل،  يتم تخصيص المقاعد الخمسة المتاحة على النحو التالي:
- مقعدان للدول الإفريقية (تشغلهما الرأس الأخضر والمغرب)
- مقعد لبلدان المجموعة الآسيوية (الآن مجموعة آسيا والمحيط الهادئ)[5] لـ"المقعد العربي" (تشغله اليابان)
- مقعد لأمريكا اللاتينية ومنطقة البحر الكاريبي (تشغله فنزويلا)
- مقعد لمجموعة أوروبا الشرقية (تشغله المجر)

ولكي يتم انتخابه، يجب أن يحصل المرشح على أغلبية ثلثي الحاضرين والمصوتين. إذا كان التصويت غير حاسم بعد الجولة الأولى، فسيتم إجراء ثلاث جولات من التصويت المقيد، تليها ثلاث جولات من التصويت غير المقيد، وهكذا، حتى يتم الحصول على نتيجة. في التصويت المقيد، لا يجوز التصويت إلا على المرشحين الرسميين، بينما في التصويت غير المقيد، يجوز التصويت على أي عضو في مجموعة إقليمية معينة، باستثناء أعضاء المجلس الحاليين.

## المرشحون
وقبل الانتخابات، أبلغ رؤساء المجموعات الإقليمية المعنية الجمعية العامة بالدول التي يؤيدونها لعضوية مجلس الأمن. وقد أعطى السيد مومبينجيغوي من زيمبابوي تأييد المجموعة الأفريقية لرواندا من منطقة وسط أفريقيا، لكنه لم يؤيد غينيا بيساو أو نيجيريا، وكلاهما قيل إنهما مرشحان، وكلاهما من منطقة غرب أفريقيا. أعطى السيد ويسنومورتي من إندونيسيا تأييد المجموعة الآسيوية لعمان. ألقى السيد فورونتسوف، الممثل الدائم لروسيا لدى الأمم المتحدة آنذاك، كلمة عن ترشيح كل من بيلاروسيا وجمهورية التشيك لمجموعة أوروبا الشرقية . وقدم السيد ريميريز دي إستينوز، من كوبا ، تأييد مجموعة أمريكا اللاتينية ومنطقة البحر الكاريبي للأرجنتين.
وبعد الترشيحات، وقبل التصويت الفعلي، وبمبادرة من السيد إنسانالي، ممثل غيانا، رئيس الجمعية العامة آنذاك، أقيمت مراسم تأبين لرئيس بوروندي الذي اغتيل حديثا، ملشيور ندادايي. سيؤدي هذا الاغتيال في نهاية المطاف إلى الحرب الأهلية البوروندية.

## النتيجة
بالنسبة للانتخابات، فقد تم توزيع 176 بطاقة اقتراع في الجولات الثلاث الأولى، فيما بلغ عدد الأصوات في الجولة الرابعة 162 صوتا. كانت هناك استراحة بين الجولتين الثالثة والرابعة. وقبل الجولة الرابعة، نهض السيد توري، ممثل غينيا بيساو، ليتكلم. وادعى أن رواندا وغينيا بيساو فقط هما المرشحان المؤهلان للمجموعة الأفريقية. ثم سحب ترشيح بلاده "بروح الحفاظ على سمعة أفريقيا ومصالحها العليا". ثم ادعى السيد غامباري من نيجيريا أنه قد تم الاعتراف بترشيح غينيا بيساو ونيجيريا من قبل مجلس وزراء منظمة الوحدة الأفريقية. وبعد الاستماع إلى المتكلمين، واصلت الجمعية العامة التصويت.

### المجموعتين الآسيوية والأفريقية
| نتائج انتخابات الدول الأفريقية والآسيوية | نتائج انتخابات الدول الأفريقية والآسيوية | نتائج انتخابات الدول الأفريقية والآسيوية | نتائج انتخابات الدول الأفريقية والآسيوية | نتائج انتخابات الدول الأفريقية والآسيوية |
| ---------------------------------------- | ---------------------------------------- | ---------------------------------------- | ---------------------------------------- | ---------------------------------------- |
| الدولة                                   | الجولة الأولى                            | الجولة الثانية                           | الجولة الثالثة                           | الجولة الرابعة                           |
| عُمان                                     | 174                                      | —                                        | —                                        | —                                        |
| رواندا                                   | 153                                      | —                                        | —                                        | —                                        |
| نيجيريا                                  | 99                                       | 105                                      | 116                                      | 119                                      |
| غينيا بيساو                              | 82                                       | 68                                       | 59                                       | 33                                       |
| بوروندي                                  | 2                                        | —                                        | —                                        | —                                        |
| ممتنعون                                  | 0                                        | 1                                        | 1                                        | 8                                        |
| بطاقات الاقتراع الباطلة                  | 0                                        | 2                                        | 0                                        | 0                                        |
| الأغلبية المطلوبة                        | 118                                      | 116                                      | 117                                      | 102                                      |

### مجموعة أمريكا اللاتينية ومنطقة البحر الكاريبي
| نتائج انتخابات مجموعة أمريكا اللاتينية ومنطقة البحر الكاريبي | نتائج انتخابات مجموعة أمريكا اللاتينية ومنطقة البحر الكاريبي |
| ------------------------------------------------------------ | ------------------------------------------------------------ |
| الدولة                                                       | الجولة الأولى                                                |
| الأرجنتين                                                    | 169                                                          |
| هندوراس                                                      | 1                                                            |
| ممتنعون                                                      | 5                                                            |
| بطاقات الاقتراع الباطلة                                      | 1                                                            |
| الأغلبية المطلوبة                                            | 114                                                          |

### مجموعة أوروبا الشرقية
| نتائج انتخابات مجموعة أوروبا الشرقية | نتائج انتخابات مجموعة أوروبا الشرقية | نتائج انتخابات مجموعة أوروبا الشرقية |
| ------------------------------------ | ------------------------------------ | ------------------------------------ |
| الدولة                               | الجولة الأولى                        | الجولة الثانية                       |
| جمهورية التشيك                       | 113                                  | 127                                  |
| بيلاروس                              | 62                                   | 47                                   |
| ممتنعون                              | 1                                    | 1                                    |
| بطاقات الاقتراع الباطلة              | 0                                    | 1                                    |
| الأغلبية المطلوبة                    | 117                                  | 116                                  |

## روابط خارجية
- وثيقة الأمم المتحدة A/48/PV.43 المحضر الرسمي لجلسة الجمعية العامة، 29 أكتوبر/تشرين الأول 1993
- وثيقة الأمم المتحدة A/48/PV.44 المحضر الرسمي لجلسة الجمعية العامة، 29 أكتوبر/تشرين الأول 1993